# Helvécia
Helvécia es un pueblo ubicado en el distrito de Kecskemét, en el condado de Bács-Kiskun, Hungría. Pero sin acento en la A es Helvecia.

## Superficie
Posee una superficie de 56,47 kilómetros cuadrados.

## Demografía
Hasta 2019 la población era de 4657 habitantes, con una densidad de población de 82,47 habitantes por kilómetro cuadrado.